# Drôle d'embrouille
Drôle d'embrouille (titre original : Foul Play) est un film américain réalisé par Colin Higgins, sorti en 1978.

## Synopsis
Une timide bibliothécaire de San Francisco tombe amoureuse d'un policier rencontré par accident et va l'aider à déjouer un attentat contre le Pape.

## Fiche technique
- Titre français : Drôle d'embrouille
- Titre original : Foul play
- Réalisateur : Colin Higgins
- Musique : Charles Fox
- Scénario : Colin Higgins
- Photographie : David M. Walsh
- Montage : Pembroke J. Herring
- Production : Edward K. Milkis et Thomas L. Miller
- Sociétés de production : Paramount Pictures, Miller-Milkis Productions & Shelburne Associates
- Société de distribution : Paramount Pictures
- Pays :  États-Unis
- Langue : Anglais
- Format : Couleur - Stereo - 35 mm - 1.85:1
- Genre : Thriller, Comédie
- Durée : 111 min
- Dates de sortie :
  - États-Unis : 14 juillet 1978
  - France : 19 février 1979

## Distribution
- Goldie Hawn (VF : Monique Thierry) : Gloria Mundy
- Chevy Chase (VF : Philippe Ogouz) : Tony Carlson
- Burgess Meredith (VF : Henri Labussière) : M. Hennessey
- Dudley Moore (VF : Jacques Ferrière) : Stanley Tibbets
- Brian Dennehy (VF : Francis Lax) : Fergie
- Rachel Roberts (VF : Paula Dehelly) : Delia Darrow / Gerda Casswell
- Marilyn Sokol (VF : Béatrice Delfe) : Stella
- William Frankfather : Whitey Jackson dit l'albinos
- Eugene Roche (VF : Jean-Henri Chambois) : Archevêque Thorncrest / Son frère
- John Hancock (VF : Med Hondo) : Le capitaine Coleman
- Marc Lawrence : Rupert Stiltskin dit le nain
- Bruce Solomon (VF : Jacques Thébault) : Bob Scott
- Billy Barty (VF : Roger Crouzet) : J.J. MacKuen
- Don Calfa (VF : Claude Joseph) : Le balafré
- Chuck McCann (VF : Jacques Dynam) : Le directeur du cinéma
- Cooper Huckabee : Sandy
- Pat Ast : Mme Venus
- Queenie Smith : Elsie
- Hope Summers (VF : Paula Dehelly) : Ethel
- Connie Sawyer : la femme hystérique

## Autour du film
Le nom du personnage Gloria Mundy interprété par Goldie Hawn fait référence à l'expression Sic transit gloria mundi prononcée lors de la cérémonie d'intronisation d'un pape.

## Critiques
Pour le magazine Télé 7 jours, Drôle d'embrouille est un film avec « de l'émotion et de l'humour, une intrigue bien soutenue, de bons comédiens ».